# Le Bébé et le Clochard
Le Bébé et le Clochard (Glückskind) est un téléfilm allemand réalisé par Michael Verhoeven et diffusé en 2014.

## Synopsis
Divorcé et au chômage depuis longtemps, Hans Scholz vit tout seul dans son appartement. Un jour, il découvre dans une poubelle au coin de la rue, un bébé abandonné qu'il baptise Felizia. Hans l'élève comme son propre enfant et devient un homme heureux. Mais la pression va vite tomber lorsqu'il apprend à la télévision que le bébé est recherché par la police et que sa mère, Veronika Kelber, a peut-être tenté de l'assassiner. Hans ne sait quelle décision prendre. Il est aidé par M. et Mme Tarsi, ses deux voisins.

## Fiche technique
- Titre original : Glückskind
- Titre français : Le Bébé et le clochard
- Réalisation : Michael Verhoeven
- Scénario : Michael Verhoeven, d'après le roman de Steven Uhly
- Photographie : Conny Janssen
- Musique : Jörg Lemberg
- Sociétés de production : SWR, Maran Film, Arte
- Durée : 88 minutes
- Date de diffusion :
  -  France : 21 novembre 2014 sur Arte

## Distribution
- Herbert Knaup (VF : Gabriel Le Doze) : Hans Scholz
- Thomas Thieme (de) (VF : Vincent Grass) : M. Wenzel
- Mohammad-Ali Behboudi (VF : Omar Yami) : M. Tarsi
- Naomi Krauss (VF : Louise Lemoine Torrès) : Mme Tarsi
- Alice Dwyer (VF : Isabelle Volpé) : Veronika Kelber
- Liv et Ivy Zirkel : Felizia / Chiara
- Mehdi Moinzadeh (VF : François Hatt) : Dr Sadeghi
- Farida Shehada : Mme Sadeghi
- Catharina Kottmeier : Mme Mohn
- Max Engelke : Leo Kelber
- Sebastian Mirow : le commissaire Lindner
- Elmira Rafizadeh : Haydée

- Version française
  - Studio de doublage : Innervision[1]
  - Direction artistique : Benoît Du Pac
  - Adaptation : ?